# Grube Güte des Herrn
Die Grube Güte des Herrn war ein Blei- und Silberbergwerk im Oberharzer Gangerzrevier. Sie lag unmittelbar östlich der Wildemanner Straße (L 515) und der Innerste am Abhang des Kranichsberges in der Nähe des heutigen Bergbaumuseums Grube Lautenthals Glück in Lautenthal, einem Stadtteil von Langelsheim.
Bekannt wurde das Bergwerk durch seine silbernen Ausbeuteprägungen ab 1740.

## Geologie
Die Grube Güte des Herrn baute auf den östlichsten Teil des Lautenthaler Erzmittels vom Lautenthaler Gangzug, einer hydrothermalen Gangstruktur im nordwestlichen Oberharz. Der Gangzug war im Bereich der ehemaligen Bergstadt Lautenthal über eine streichende Länge von fast zwei Kilometern und stellenweise bis in eine Teufe von über 600 Metern bauwürdig mit sulfidischen, silberhaltigen Blei- und Zinkmineralien vererzt. Die Erzmittel lagen in einer Aufblätterungszone zwischen dem Bromberger Schacht im Westen und der Grube Herzog Ferdinand Albrecht im Osten. Das Bromberger Erzmittel war durch eine etwa 100 Meter lange Vertaubungszone direkt unter dem Bett der Innerste vom Lautenthaler Erzmittel unter dem Kranichsberg getrennt.

## Geschichte und Technik

### Vorgängerbergbau
Der Bergbau in Lautenthal begann urkundlich um das Jahr 1530 herum und es wurde in diesem Zusammenhang von einer vormaligen 100-jährigen Stillstandsperiode berichtet. Wahrscheinlich wurden bereits im früheren Mittelalter die Gangausbisse am Kranichsberg aufgesucht, um oberflächennah anstehende Silbererze zu gewinnen.
Um 1551 wurde an der Stelle der späteren Grube Güte des Herrn die Sachsenzeche erwähnt. Gegen Mitte des 17. Jahrhunderts kam es aus heute nicht mehr nachvollziehbaren Gründen zu einer Krise des Lautenthaler Bergbaus und zu einigen Betriebseinstellungen. Ein neuer Aufschwung begann ab 1681 mit der Gründung der Nachbargrube Lautenthals Glück.

### Betrieb der Grube Güte des Herrn von 1691 bis 1817

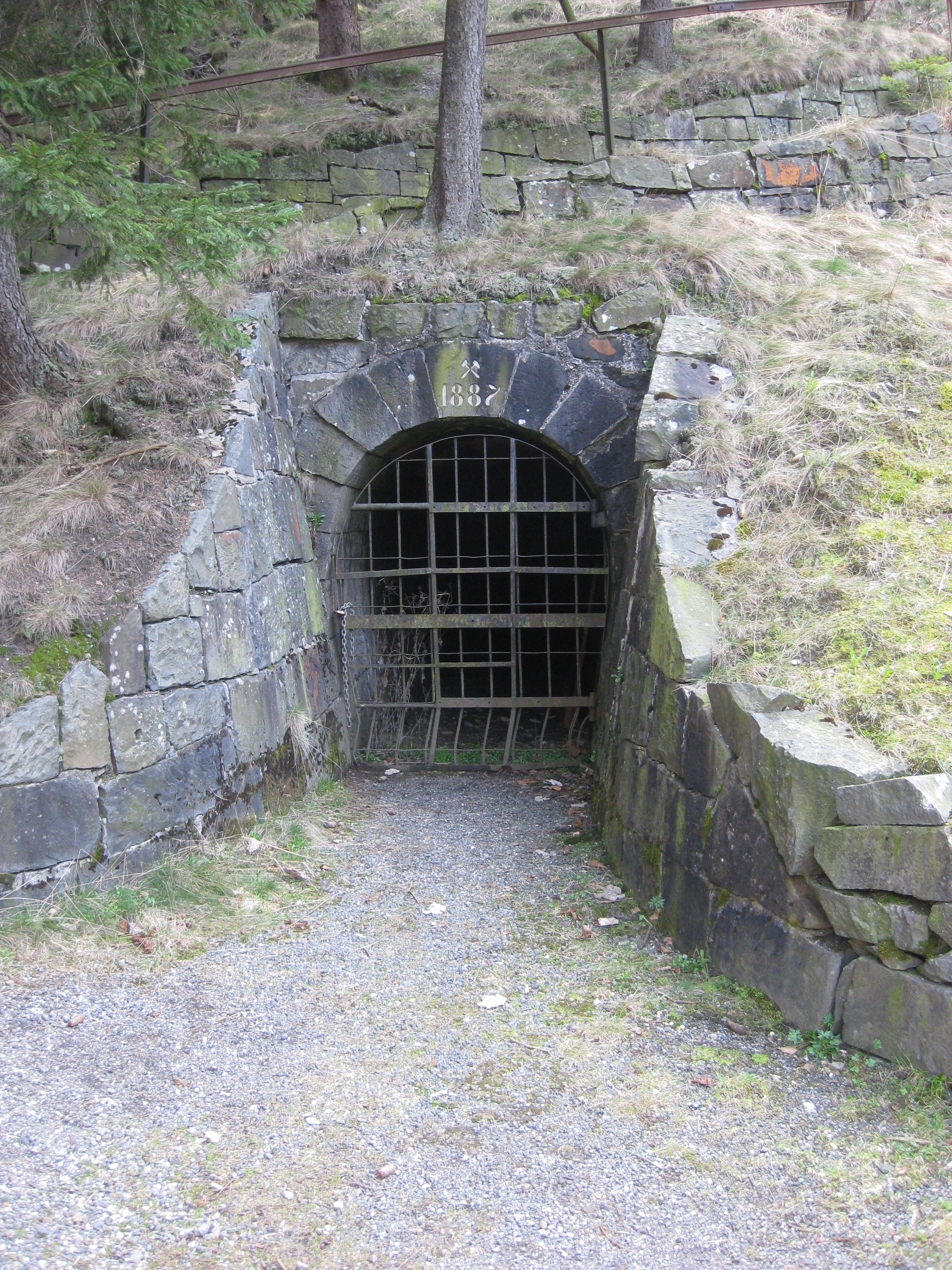
Mundloch des Güte-des-Herrner-Stollens auf dem Gelände des Bergbaumuseums.

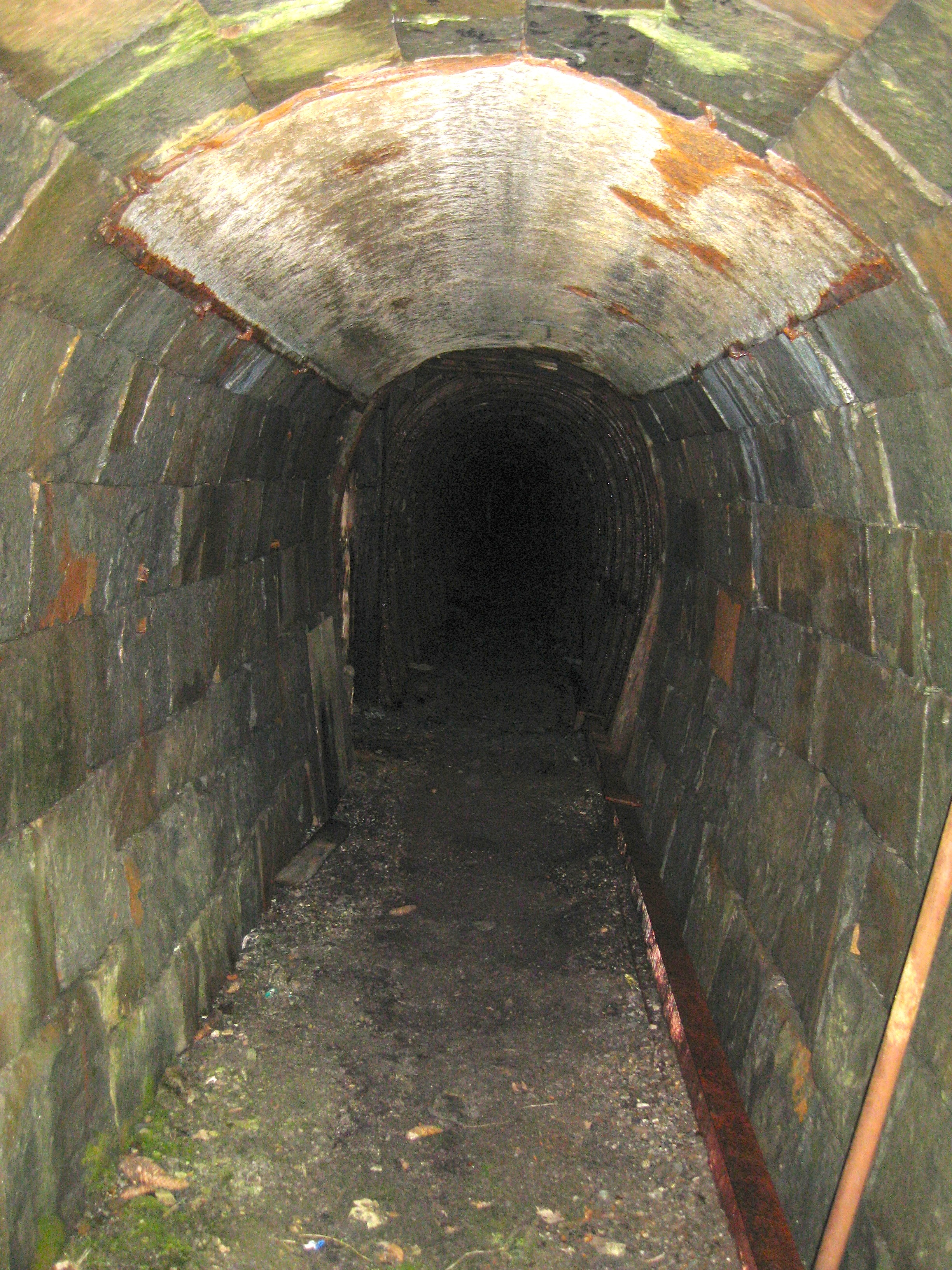
Blick in den Stollen.

Die Verleihung der Grube Güte des Herrn in der ehemaligen Berechtsame der Sachsenzeche erfolgte am 14. März 1691. Von 1692 bis 1697 wurden das Grubenfeld im Hangenden und Liegenden ausgedehnt und erfolglose Sucharbeiten durch zwei bis vier Bergleute durchgeführt.
Anschließend ruhte der Betrieb bis 1729. In diesem Jahr wurde das Feld nochmals unter Beteiligung des braunschweigisch-wolfenbüttelschen Staates (Communion-Oberharz) neu verliehen. Erneute Untersuchungen des Ganges führten schließlich 1734 zu einem Erzfund. Für das Jahr 1735 ist erstmals eine Förderung von 5,5 bis 8,5 Tonnen Erz pro Woche belegt, die von insgesamt 9 Bergleuten erbracht wurde. Das Erz wurde zunächst über den Maaßener Treibschacht der Grube Lautenthals Glück und ab 1736 über den Abendsterner Schacht oder über den Tiefen Sachsenstollen zu Tage gefördert, da die Grube Güte des Herrn zu dieser Zeit noch über keinen eigenen Schacht verfügte. Von 1736 bis 1759 stieg die Förderung von 28 auf 105 Tonnen Erz an, die Belegschaft wuchs gleichzeitig von 14 auf 53 Mann. Zwischen 1740 und 1769 konnte eine Ausbeute von bis zu 12 Talern je Bergquartal und Kuxe gezahlt werden. Die finanzielle Basis erlaubte nun das Abteufen eines Tagesschachtes (Bauzeit: 1747 bis 1751), der 1755 eine Teufe von 166 Metern aufwies. Der Schachtansatzpunkt lag wegen des steil abfallenden Westhanges des Kranichsberges außerhalb der eigenen Berechtsame im Feld Segen Gottes.
Bereits 1758 verschlechterten sich die Erzanbrüche wieder, in deren Folge sowohl die Anzahl an Mitarbeitern als auch die Höhe der Förderung auf die Hälfte der Vorjahre zurückgingen. Der Schacht wurde weiter abgeteuft und war 1766 bereits 226 Meter tief. Von 1772 bis 1774 wurde eine Zubuße von den Gewerken erhoben. Gleichzeitig verbesserte sich die Qualität der aufgeschlossenen Erzvorkommen wieder, so dass 1774 bis 1776 erneut eine Ausbeute ausbezahlt wurde. 1780 betrugen der Belegschaftstand 39 Bergleute und die Jahresförderung 2900 Tonnen. Ab 1781 wurden nochmals Zubußezahlungen eingefordert. Im Zeitraum von 1790 bis 1794 wurden durch rund 40 Mann jährlich zwischen 1690 und 2000 Tonnen Erz gefördert. Der Treibschacht erreichte seine größte überlieferte Teufe von 290 Metern.
In den Jahren 1795 bis 1798 wurden jährlich 1050 bis 1170 Tonnen gefördert und es waren um 30 Bergleute angelegt, 1799 bis 1805 schwankte die Jahresförderung bei 26 bis 29 Arbeitern zwischen 1400 und 1750 Tonnen. 1808 wurde die maschinelle Ausrüstung des Schachtes Güte des Herrn mit einer Kehrradfördermaschine und zwei übertägigen Kunsträdern zur Wasserhaltung angegeben. Das Aufschlagwasser für die allesamt 8,7 Meter im Durchmesser großen Wasserräder wurde über den Lautenthaler Kunstgraben herangeführt, der sein Wasser aus der Innerste bei Wildemann, dem 13-Lachter-Stollen und dem Himmlisch-Heerzug-Stollen bezog. Die Tagesanlagen der Grube wurden auf einem Stahlstich von Wilhelm Ripe von 1855 anschaulich dargestellt.
Von 1810 bis 1817 stiegen die abgebauten Erzmengen auf 4550 bis 4900 Tonnen jährlich an. Zum 1. Oktober 1817 erfolgte die Zusammenlegung mit der Grube Lautenthals Glück. Zu dieser Zeit arbeiteten 64 Bergleute auf der Grube Güte des Herrn.

### Weiterbetrieb der Grube Güte des Herrn als Betriebsabteilung der Grube Lautenthals Glück 1817 bis 1930
→ Hauptartikel: Grube Lautenthals Glück

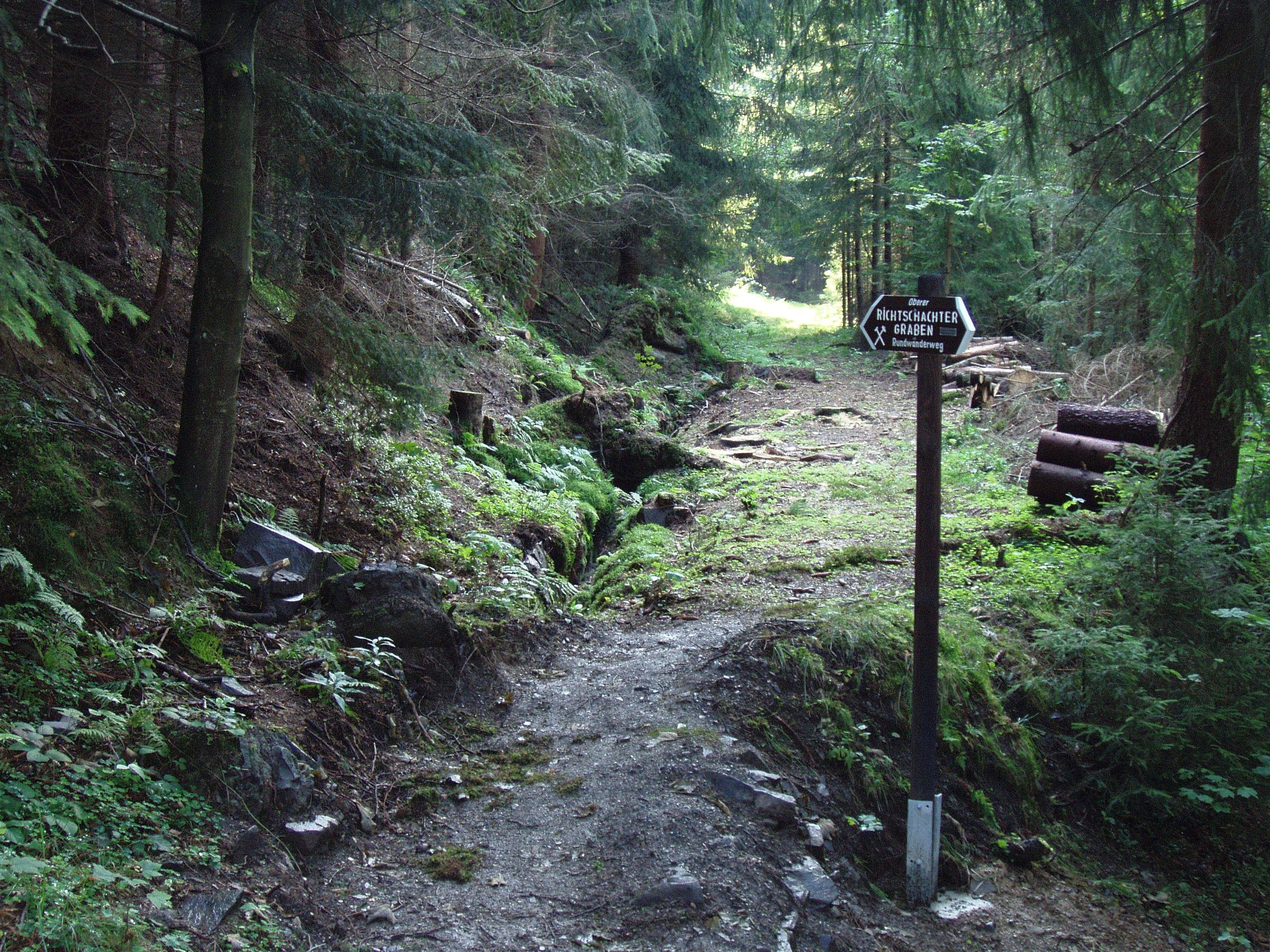
Der Obere Richtschachter Graben führte Aufschlagwasser vom Lautenthaler Hoffnungsstollen zum Kehrrad des Richtschachtes.

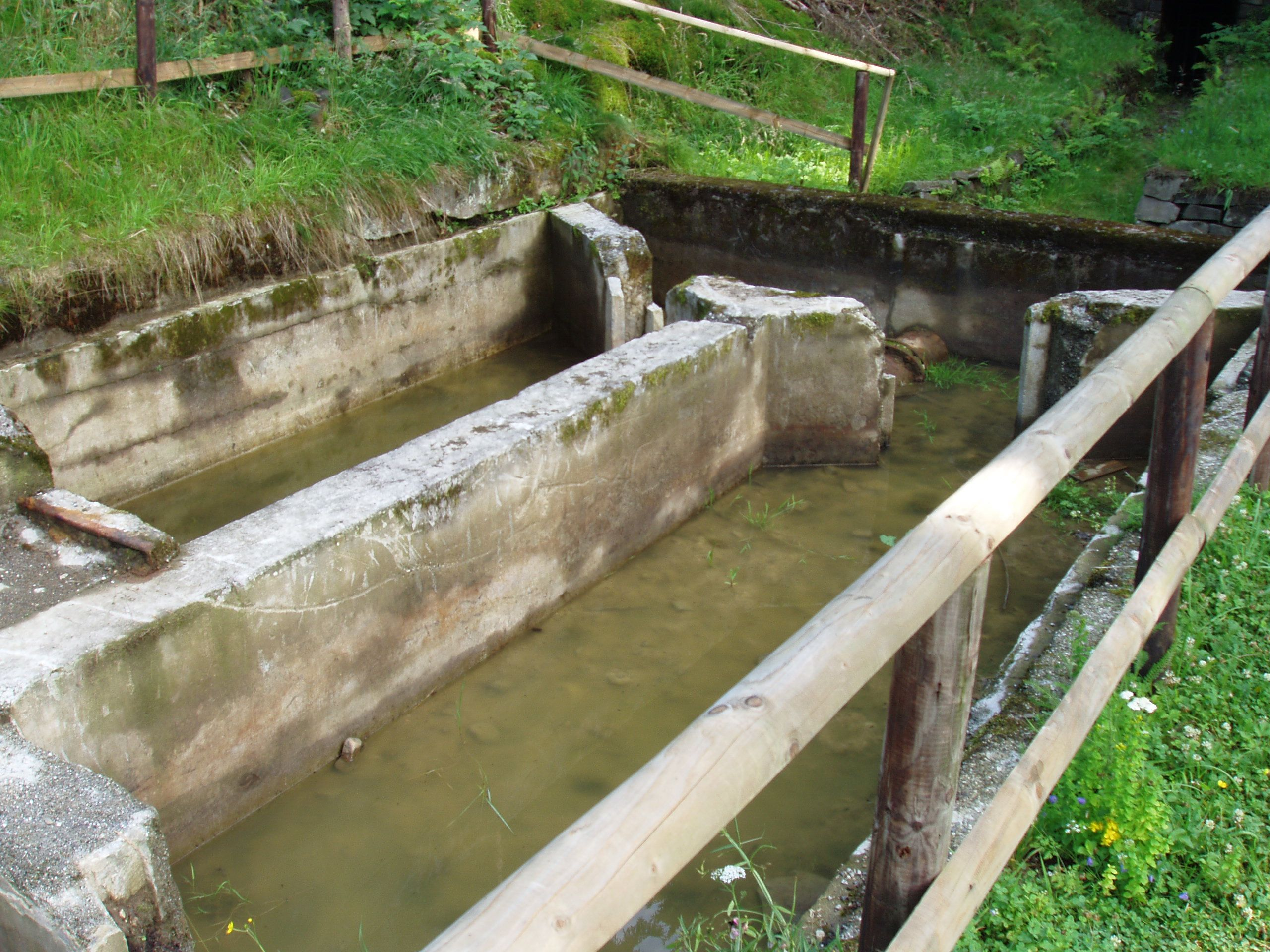
Sandfang hinter dem Maaßener Wasserlauf mit Einlaufrohr der Wassersäulenmaschine des Richtschachtes Güte des Herrn.

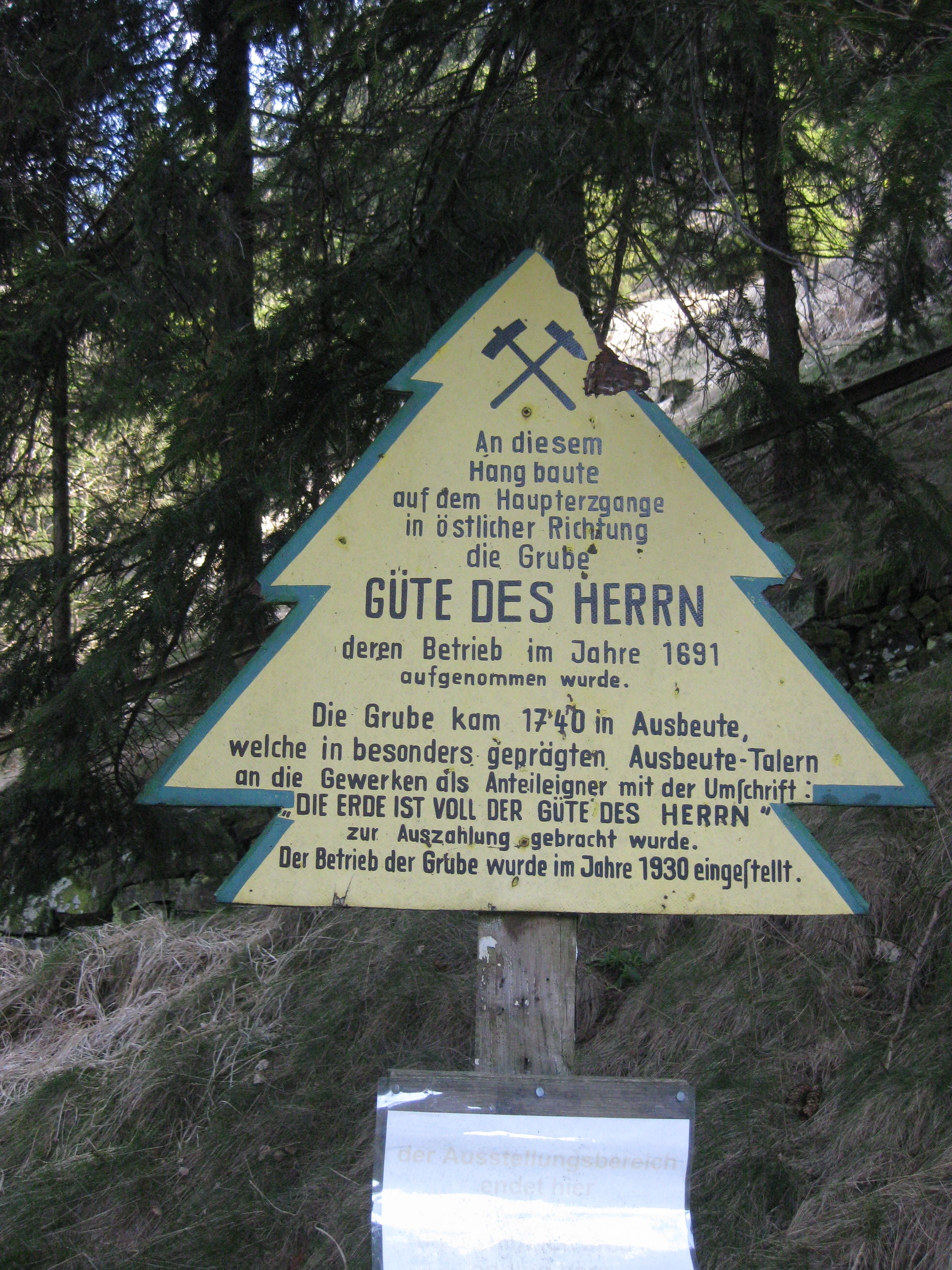
Dennert-Tanne an der ehemaligen Grube Güte des Herrn.

Nach dem Ende der napoleonischen Kriege kam es zu einem Verfall der Metallpreise, die in den folgenden Jahren immer mehr frei auf den europäischen Märkten ausgehandelt wurden. Dadurch geriet der gesamte Harzer Bergbau wirtschaftlich unter Druck. Für das Lautenthaler Revier und die Grube Güte des Herrn hatte dies die Folge, dass sich die letzten privaten Gewerke zurückzogen. So wurde das Bergwerk mit allen übrigen Gruben an die Grube Lautenthals Glück angeschlossen, die mittlerweile unter staatlicher Regie betrieben wurde. Durch die Konsolidation des Lautenthaler Bergbaus und eine anschließend einsetzende Modernisierung konnte eine drohende Stilllegung abgewendet werden.
Die Förderung der Erze in der Betriebsabteilung Güte des Herrn erfolgte wie auch in den anderen Abteilungen Maaßen und Schwarze Grube über den eigenen, alten und tonnlägigen Treibschacht. Sie wurden bis auf das Niveau des Tiefen Sachsenstollen gehoben und in diesem nach über Tage verbracht. Ein Schrägaufzug diente zum Heben der Förderung in die Brech- und Scheidehäuser der nördlich der Grube am Hang gelegenen Lautenthaler Aufbereitung. Der Abbau drang in eine Tiefe bis zur 13. Sohle und damit bis 380 Meter unter dem Tiefen Sachsenstollen vor.
Die Grube hatte mit erheblichen Wasserproblemen zu kämpfen, da Lautenthal anders als die Reviere in Clausthal, Zellerfeld und Wildemann noch nicht über einen tiefen, vom Harzrand vorangetriebenen Wasserlösungsstollen verfügte. Die Grubenwasser wurden mittels zweier Kunsträder zur alten Tiefen Wasserstrecke (etwa 130 Meter unter dem Tiefen Sachsenstollen) und dann von der Hauptwasserhaltung im Maaßener Kunstschacht zum Tiefen Sachsenstollen gehoben, der nach fast 300 Jahren immer noch die Aufgabe der Wasserabfuhr nach über Tage übernahm. Dazu waren im Kunstschacht 50 Pumpensätze notwendig, die von vier Kunsträdern unter häufigen Betriebsstörungen in Gang gehalten wurden. Deswegen entschloss sich die Königlich Hannoversche Bergverwaltung zum Abteufen eines neuen, zentralen Wasserhaltungsschacht im Feld Güte des Herrn. Dieser sogenannte Richtschacht war einer der ersten seigeren Schächte im Harz und der erste im Revier. Für die Ausführung einschließlich der Maschinen und neuer Aufschlaggräben wurden 70.000 Taler veranschlagt. Die Bauzeit dauerte von 1839 bis 1849. Das Kehrrad dieses Schachtes war mit 12,8 Metern Durchmesser und 15 PS Leistung das größte im Revier. Es wurde nach 1873 zu einem Kunstrad umgebaut und trieb über eine Seiltransmission Maschinen in der Aufbereitung an. Im Richtschacht wurde eine untertägige, 50 PS starke Wassersäulenmaschine installiert, die Wasser aus den Tiefbauen bis zur Tiefen Wasserstrecke hob und damit den Kunstschacht entlastete. Von 1866 bis 1867 wurde eine zweite Tiefste Wasserstrecke 120 Meter unter der alten aufgefahren und 1871 eine weitere Wassersäulenmaschine (110 PS) eingebaut. Die beiden Maschinen förderten sich das Grubenwasser nun in zwei Sätzen gegenseitig zu. Als Fördermaschine wurde eine Dampfmaschine aufgestellt.
Bereits um 1880 kam es zu erneuten Schwierigkeiten bei der Bewältigung der zufließenden Grubenwasser. Eine dauerhafte Lösung brachte schließlich die Fertigstellung des Lautenthaler Flügelorts des Ernst-August-Stollens im Jahre 1892. Die ältere Wassersäulenmaschine konnte daraufhin abgeworfen werden und der Tiefe Sachsenstollen verlor seine Bedeutung. Im Zuge der weiteren Modernisierung des Lautenthaler Bergbaus wurde von 1905 bis 1909, wie in den anderen Oberharzer Revieren zuvor, ein neuer seigerer Zentralförderschacht im Nebengestein abgeteuft. Dieser erhielt eine elektrische Fördermaschine. Dadurch konnten die alten Treibschächte nach und nach stillgelegt werden. Der Schacht Güte des Herrn wurde von 1912 bis 1913 verfüllt. Am 19. Juli 1913 fiel der Gaipel der Grube einem Brand zum Opfer. Mit der Elektrizität wurden auch leistungsfähige Kreiselpumpen zur Wasserhaltung eingeführt, die in einer Pumpenkammer des Neuen Förderschachtes installiert wurden. Daraufhin wurde 1910 auch die letzte Wassersäulenmaschine im Richtschacht außer Betrieb genommen.
Mit der Einstellung der Tiefbaue der Grube Lautenthals Glück (ab 1923 Erzbergwerk Lautenthal) unterhalb des Ernst-August-Stollens zum 1. August 1931 wurde der Bergbau im Bereich der ehemaligen Grube Güte des Herrn aufgegeben. 1932 wurde der Richtschacht verwahrt.

### Die Ausbeuteprägungen der Grube Güte des Herrn
Aus dem Silber der Grube Güte des Herrn entstanden zwei Ausbeutetaler, auch Löser genannt. Der erste wurde von Herzog Karl I. von Braunschweig-Lüneburg anlässlich der ersten Ausbeutezahlung an die Gewerke im Quartal Reminiscere 1740 in der Zellerfelder Münze in Auftrag gegeben. Die Münzrückseite (Revers) ziert das herrschaftliche Wappen, flankiert von zwei „Wilden Männern“. Auf der Vorderseite (Avers) ist ein Bergbaumotiv mit einem Stollenmundloch, Förderwagen und einem Huntslauf abgebildet. Darüber befindet sich die Umschrift: „DIE ERDE IST VOLL DER GÜTE DES HERRN“. Die hohen Erträge des Bergwerkes wurden unter anderem zur Renovierung der Zellerfelder Münzstätte verwendet.
Im Jahre 1774 wurde ein zweiter Löser aus dem Silber der Grube geprägt. Nach langjährigen wirtschaftlichen Schwierigkeiten begann eine erneute Ausbeuteperiode, der die Münze gewidmet war. Auf dem Revers halten Löwe und Einhorn das Wappen Georg des III., König des Vereinigten Königreichs von Großbritannien und Irland, sowie Herzog zu Braunschweig-Lüneburg. Das Avers stellt eine Bergbaulandschaft mit rauchenden Hüttenschloten dar.
Die Preussag AG verwendete die Motive der Ausbeutemünzen für eine Gedenkmedaille zum 50. Firmenjubiläum im Jahre 1973.

### Übersicht der Schächte, Stollen und Tagesöffnungen
| Name                          | Größte Teufe | Länge  | Beginn | Ende        | Geographische Lage           | Anmerkungen |
| ----------------------------- | ------------ | ------ | ------ | ----------- | ---------------------------- | --- |
| Abendsterner Schacht          | 268 m        |        | 1679   | 1686        | 51° 51′ 51″ N, 10° 17′ 17″ O | Außerhalb des Grubenfelds Güte des Herrn gelegener fremder Schacht, über den von 1736 bis 1747 das gewonnene Erz gehoben wurde.               |
| Güte-des-Herrner Schacht      | 290 m        |        | 1747   | 1817        | 51° 51′ 55″ N, 10° 17′ 5″ O  | 1912 bis 1913 verfüllt. Das Schachtgebäude brannte am 19. Juli 1913 ab.                                                                       |
| Maaßener Treibschacht         | 480 m        |        | 1681   | 1920        | 51° 51′ 49″ N, 10° 17′ 25″ O | Schacht der Grube Lautenthals Glück, über den zeitweise die Förderung der Grube Güte des Herrn vor der Anlage des eigenen Schachtes erfolgte. |
| Richtschacht (Güte des Herrn) | über 366 m   |        | 1839   | 1931        | 51° 51′ 56″ N, 10° 17′ 8″ O  | Wasserhaltungsschacht. |
| Stollen Güte des Herrn        |              |        | 1691   | 1817 (1930) | 51° 51′ 55″ N, 10° 17′ 3″ O  | |
| Tiefer Sachsenstollen         |              | 1480 m | 1549   | 1880        | 51° 51′ 56″ N, 10° 17′ 3″ O  | Wasserlösungsstollen, Bauzeit: 1549 bis 1612.                                                                                                 |

## Heutiger Zustand (2012)
Von der einstigen Grube Güte des Herrn zeugt heute noch das Haldengelände am Nordwesthang des Kranichsberges. Das Mundloch des Tagesstollens liegt nördlich des Besucherstollens auf dem Gelände des Bergbaumuseums. Von den wasserwirtschaftlichen Anlagen sind der Obere und Untere Richtschachter Graben oberhalb von Lautenthal im Gelände stellenweise noch erkennbar. Tafeln entlang des Bergbaulehrpfades weisen auf seine Funktion hin. Eine Besonderheit ist der Sandfang am Maaßener Wasserlauf mit dem Einlauf der Druckleitung zur untertägigen Wassersäulenmaschine des Richtschachtes. Dieser wurde vom Bergwerks- und Geschichtsverein Bergstadt Lautenthal von 1976 e. V. 1992 wieder freigelegt.
Weiterhin ist im Hanggelände ein Lochstein aus dem Jahr 1753 erhalten, der die Markscheide zur Grube Segen Gottes kennzeichnet. Die Inschrift lautet: „ALHIER WENDET DER GRUBE GÜTE DES HERRN FELD ALS FÜNF MASSEN VON DEM LAUTENTHALSGLÜCKER UNTERN LOCHSTEIN UND MARKSCHEIDET MIT DER GRUBE SEEGEN GOTTES VICE OBER BERGMEISTER GEORG VALENTIN KRAUS UNTERBERGMEISTER JOHANN FRIEDR. KASTENBEIN STUF GESCHWORENER JOHANN GEORG HONIG DEN 16. OCTBR. 1753“.